# M1902陸軍士官刀

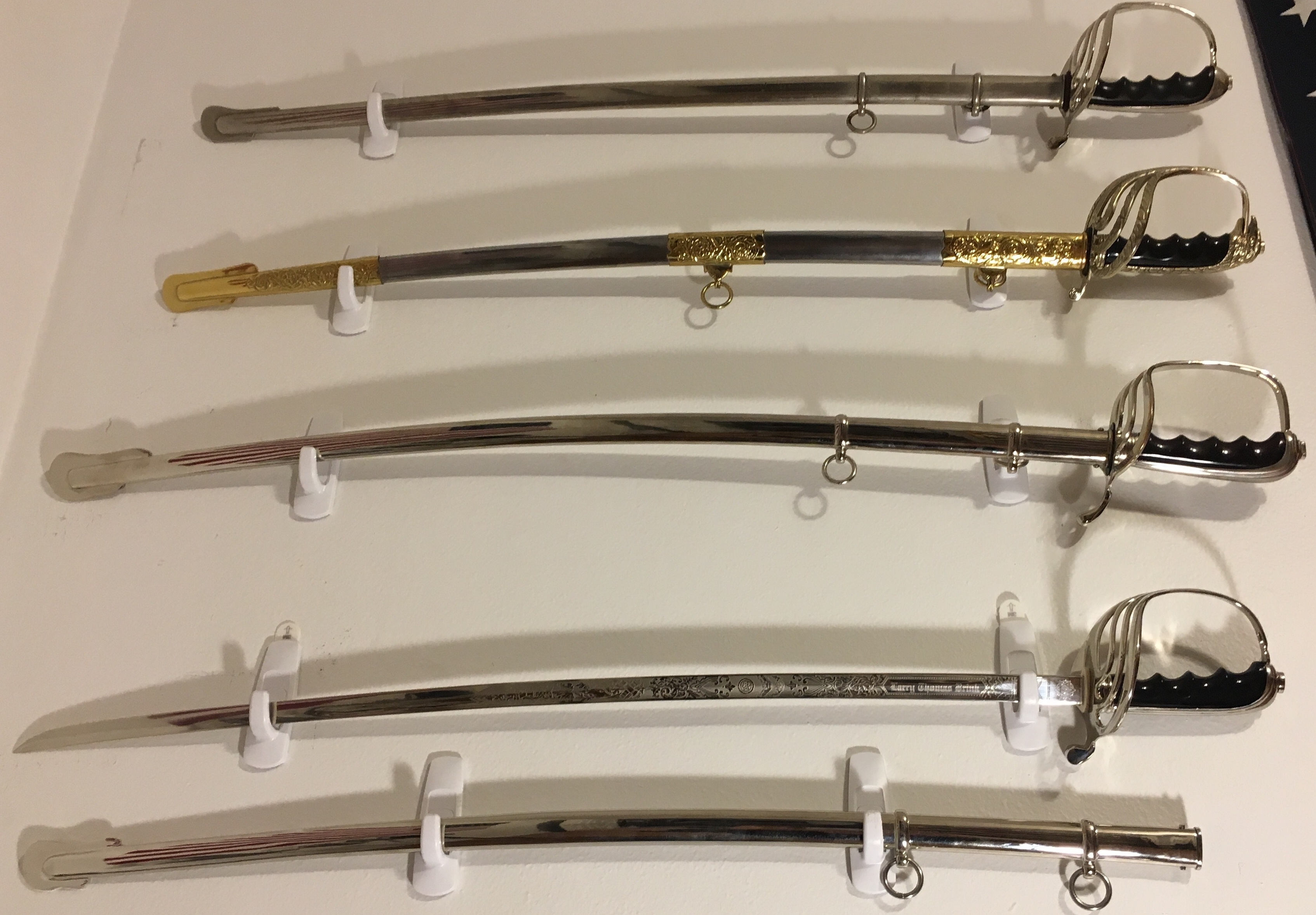
M1902陸軍士官刀

整列した第3歩兵連隊の将兵。指揮官らはM1902軍刀を帯刀している（2013年）

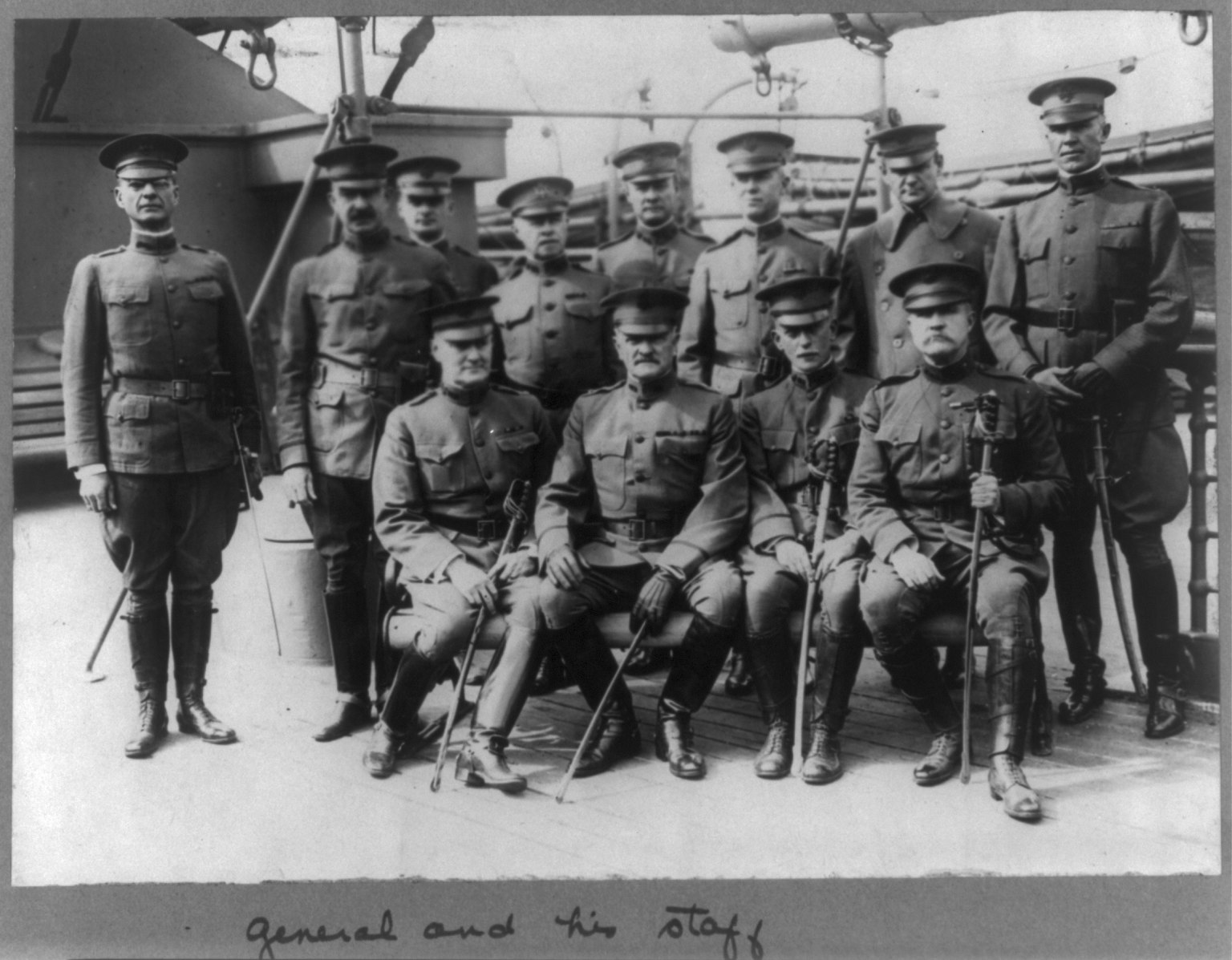
M1902軍刀を帯刀した陸軍将校ら。前列中央はジョン・パーシング将軍（1917年）

M1902陸軍士官刀（M1902りくぐんしかんとう、Model 1902 Army Officers' Saber）は、アメリカ陸軍が1902年に士官用軍刀として採用したサーベルである。儀礼用の装備としてではあるものの、現在でもアメリカ陸軍の士官用軍刀として使用されている。

## 概要
この軍刀の現在の制式名称は「全士官用軍刀M1902」（Saber for all officers, Model 1902）とされる。1902年7月17日、一般命令81号（General Order No. 81）において制式化された。M1902軍刀は従軍牧師を除く全ての士官に帯刀の権利が認められた。やや湾曲した刃の刃渡りは30-34インチで、最初に陸軍が指定したところによると、重量は20.2-22.8オンス程度である。重心は柄から3.25インチ程度の箇所で、歩兵用軍刀として適したバランスである。M1902軍刀は、従来配備されていたM1850徒歩士官刀およびM1872騎兵刀の後継装備と位置づけられていた。設計は軽量で斬撃および刺突に適した「実戦的な兵器」たる軍刀を求める将兵の声に応える形で行われた。
かつては士官の身長に応じ、刃渡り30インチ、32インチ、34インチのいずれかのモデルが支給された。現在では31インチのモデルのみ支給される。

## 歴史
1889年に招集された歩兵将校委員会においては、当時配備されていたM1860参謀・佐官刀（M1860 Staff and Field Officers Sword）について、刃が軽すぎて斬撃と刺突のどちらにも適さず、騎兵や砲兵にとっても使いづらいと指摘された。これを受けて軍部は新たな軍刀の模索を始めた。
最終的なM1902軍刀のデザインは、1871年からヘンリー・V・アリアン&カンパニー社（Henry V. Allien & Company）にて数年を費やし行われた研究および実験に基づいている。陸軍人事総監で剣術の専門家でもあったジョン・C・ケルトン将軍も設計に協力した。社長ヘンリー・アリアンはヨーロッパ各地を何度も歴訪して研究を重ね、複数の軍刀を試作した。この中には曲刀だけではなく直刀も含まれていた。ケルトンは現用の軍刀とも比較しつつ、中央から切先に掛けての湾曲が少なく、中央より下は柄と平行に近いことが望ましいと指摘し、それによって強い力で刺突することが可能になるとした。1902年6月、ワシントンD.C.にて軍部高官らの委員会が催され、アリアン社製の試作軍刀5本が審査を受けた。このうち3本が直刀、2本が曲刀だった。また、武器省からも同数ずつの試作軍刀が提出されている。そして最終的に選ばれたのは、アリアン社の軍刀のうち、ケルトンが最も好ましいと評価したデザインのものだった。
当初、鞘や護拳の材質は洋白だったが、後にニッケルメッキ鋼に改められた。黒い牛角材製だった柄の握りは、すぐに硬質ゴムに改められ、後には樹脂製となった。
アメリカ国内では、エイムス・マニュファクチャリング・カンパニーのみが製造を行った。スプリングフィールド造兵廠も当初は生産を行っていたが、1918年に中止した。スプリングフィールド造兵廠では、1902年から1918年までに5,735本のM1902軍刀を製造した。そのほか、アメリカ国内の軍需品納入業者を通じ、ドイツ、フランス、スペインなどヨーロッパ諸国のメーカーにも製造が委託されていた。
現在でも、アメリカ陸軍の教範『FM 3-21.5, Drill and Ceremonies』において、士官用軍刀としてM1902を用いる旨が言及されている。パレードや式典の際、部隊指揮官たる士官が帯刀するほか、晩餐会、結婚式や葬儀、退官式などの際にも帯刀することが多い。一般的にはアーミー・サービス・ユニフォーム（ASU, 常装）着用時に帯刀し、メス・ユニフォーム（Mess uniform, 礼装）着用時に帯刀することは極めて稀である。